# چوچاله
چوچاله (به صربی: Čučale) یک منطقهٔ مسکونی در صربستان است که در بلاتسه واقع شده‌است. چوچاله ۲۳۳ نفر جمعیت دارد.